# 3451 Mentor
3451 Mentor è un asteroide troiano di Giove del campo troiano. Scoperto nel 1984, presenta un'orbita caratterizzata da un semiasse maggiore pari a 5,1355111 UA e da un'eccentricità di 0,0692887, inclinata di 24,65978° rispetto all'eclittica.
L'asteroide è dedicato a Mentore, consuocero di Priamo.